# Les Hommes de Sa Majesté
Pour plus de détails, voir Fiche technique et Distribution.
Les Hommes de Sa Majesté (All the Queen's Men) est un film américano-germano-autrichien de Stefan Ruzowitzky sorti en 2001.

## Synopsis
Pendant la Seconde Guerre mondiale, des agents secrets anglais sont envoyés en mission en Allemagne. Pour passer inaperçus, ils se déguisent en femmes avec l'aide d'un travesti allemand qui les accompagne. Mais ces derniers vont vite se retrouver dans des situations aussi burlesques que comiques...

## Fiche technique
- Titre : Les Hommes de Sa Majesté
- Titre original : All the Queen's Men
- Réalisation : Stefan Ruzowitzky
- Scénario : Digby Wolfe, Joseph Manduke, June Roberts et David Schneider
- Musique : Uwe Fahrenkrog-Petersen, Robert Folk et Michael Lloyd
- Photographie : Peter Kappel et Wedigo von Schultzendorff
- Montage : Rudi Heinen, Nick Moore, Britta Nahler et Andrea Schumacher
- Production : Zachary Feuer, Gabrielle Kelly et Marco Weber
- Société de production : Atlantic Streamline, B.A. Filmproduktion, Dor Film Produktionsgesellschaft et Phoenix Film Karlheinz Brunnemann
- Société de distribution : Strand Releasing (États-Unis)
- Pays de production :  Allemagne,  Autriche et  États-Unis
- Genre : Comédie dramatique, action, espionnage et guerre
- Durée : 99 minutes
- Date de sortie : 
  - Allemagne : 13 décembre 2001

## Distribution
- Matt LeBlanc : O'Rourke
- Eddie Izzard : Tony
- James Cosmo : Archie
- Nicolette Krebitz : Romy
- David Birkin : Johnno
- Edward Fox : Aitken
- Udo Kier : le général Landssdorf
- Oliver Korittke : Franz
- Karl Markovics : Hauptsturmführer
- Sissi Perlinger : Paloma
- Holger Speckhahn : le caporal / Truck
- Pip Torrens : le major britannique
- Maria Petz : la fille
- Heinrich Herki : le bibliothécaire
- Paul Williamson : McCinley